# Sven-Joachim Otto
Sven-Joachim Otto (* 16. Oktober 1969 in Mannheim) ist ein deutscher Rechtsanwalt, Unternehmer und Politiker (CDU).

## Beruf
Otto machte im Jahr 1989 am Benediktinergymnasium Ettal das Abitur. Nach dem Studium der Betriebswirtschaftslehre, Rechts- und Verwaltungswissenschaft in Mannheim, Speyer und Berkeley (USA) und der Promotion 2000 zum Dr. jur. war Otto als Rechtsanwalt bei der Internationalen Anwaltssozietät Shearman & Sterling, zusammengeschlossen mit Schilling, Zutt & Anschütz Mannheim tätig, bevor er 2001 am Sozialgericht Heilbronn zum Richter auf Lebenszeit berufen wurde.
Zwischen 2006 und 2019 war Otto in verschiedenen Funktionen bei der PricewaterhouseCoopers AG tätig. Als Partner und Rechtsanwalt bei der PricewaterhouseCoopers AG Wirtschaftsprüfungsgesellschaft (Public Services & Energy) für kommunale Unternehmen an den Standorten Düsseldorf, Hamburg und Hannover war er Leiter des Bereichs Recht & Steuern in den Fachgebieten Arbeits- und Sozialrecht, Energierecht, Litigation, Vergaberecht und Entsorgungsrecht.
Von Juli 2019 bis Juni 2023 war Otto für EY Law am Standort Düsseldorf tätig, seit September 2020 ist er Honorarprofessor für Engergierecht und -wirtschaft an der Ruhr-Universität Bochum.
Seit Juli 2023 bietet Otto mit seiner Energiesozietät GmbH Rechtsanwaltsgesellschaft Steuerberatungsgesellschaft in Düsseldorf Beratungsleistungen in den Bereichen Energie- und Wirtschaftsrecht sowie Steuerberatung an.
Im August 2024 gründete Otto die JAB Consulting, eine Beratungsfirma, die auf nachhaltige Investitionsstrategien, Infrastrukturprojekte und die Energiewende spezialisiert ist. JAB Consulting bietet Unternehmen Unterstützung bei der Anpassung an klimaneutrale Geschäftsmodelle und berät in Public Policy sowie bei der Vermittlung von Fach- und Führungskräften im Energiesektor. Ein weiterer Schwerpunkt des Unternehmens liegt auf der Verbindung von Investoren und Kapitalgebern für nachhaltige Projekte, um eine nachhaltige Transformation der Wirtschaft voranzutreiben.

## Politische Tätigkeit
1999 kandidierte Sven-Joachim Otto für die CDU als Oberbürgermeister der Stadt Mannheim und konnte das beste Ergebnis für die CDU bei einer Oberbürgermeisterwahl in Mannheim erringen. Nach einer knappen Niederlage in der Stichwahl führte Otto im Folgenden sowohl die CDU-Gemeinderatsfraktion Mannheim als auch die CDU-Fraktion im Regionalverband Rhein-Neckar-Odenwald. In diesen Funktionen engagierte er sich zudem in mehreren Aufsichtsräten, u. a. bei der MVV Energie AG, Klinikum Mannheim gGmbH, Großkraftwerk Mannheim AG und der Sparkasse Rhein-Neckar-Nord.
Als Mitglied des Landesvorstandes der CDU Baden-Württemberg von 1999 bis 2003 und als Vorsitzender des Arbeitskreises „Große Städte“ der Kommunalpolitischen Vereinigung von CDU und CSU von 2000 bis 2007 brachte Otto seine berufliche und politische Erfahrung in verschiedenen Parteigremien ein. Nach einer erfolglosen Wahl als Kämmerer in Mannheim am 17. September 2004, verließ Otto Mannheim. Anschließend arbeitete er als Rechtsanwalt in Düsseldorf.

## Froschkönig-Affäre
Otto und dem damaligen Mannheimer Bürgermeister Rolf Schmidt wurde zur Last gelegt, den CDU-Landtagsabgeordneten Klaus Dieter Reichardt 2005 im Internet-Forum „Morgenweb“ des Mannheimer Morgen beleidigt zu haben. Unter 31 Pseudonymen wie „Frosch“ oder „Froschkönig“ hatte Otto im „Morgenweb“-Forum Beiträge zu bestimmten Personen wie dem damaligen Finanzminister von Baden-Württemberg Gerhard Stratthaus (CDU) oder einem SPD-Kommunalpolitiker veröffentlicht. Otto entschuldigte sich bei allen, denen er mit den Web-Einträgen Schaden zugefügt habe. Als Konsequenz aus der Affäre verließ Otto Mannheim, um als Rechtsanwalt in Düsseldorf neu anzufangen.
Im Anschluss an die Affäre äußerte sich Otto öffentlich und räumte die Vorwürfe uneingeschränkt ein. Öffentlich beschrieb er anschließend den politischen Alltag am Beispiel seiner eigenen Erfahrungen. Helgard Haug und Daniel Wetzel inszenierten daraus ihr Stück Wallenstein, in dem Menschen an den Protagonisten aus Schillers Werk Wallenstein gemessen werden. Otto spielte sich in dem Stück 2005 selbst.

## Privat
Sven-Joachim Otto lebt in Meerbusch bei Düsseldorf und ist mit Heike Otto verheiratet. Das Ehepaar hat eine Tochter und zwei Söhne. Seit 1989 ist er Mitglied der katholischen Studentenverbindung K.D.St.V. Churpfalz Mannheim.

## Belege
1. ↑  Öffentliches Wirtschaftsrecht: EY Law holt bekannten PwC Legal-Partner « JUVE. JUVE - juve.de, abgerufen am 14. Januar 2020.
2. ↑  Prof. Dr. Sven-Joachim Otto bei Ruhr-Universität Bochum (Memento vom 3. Oktober 2020 im Internet Archive), auf wiwi.ruhr-uni-bochum.de, abgerufen am 2. November 2020.
3. ↑  Georg Eble: Personalie: EY-Mann Sven-Joachim Otto gründet eigene Sozietät. In: Energie & Management. Energie & Management GmbH, 7. März 2023, abgerufen am 2. Mai 2024.
4. ↑  Sven-Joachim Otto auf LinkedIn: JAB Consulting. Abgerufen am 19. August 2024.
5. ↑  JAB Consulting | Nachhaltige Beratung für eine klimaneutrale Zukunft. jab.consulting, abgerufen am 19. August 2024 (amerikanisches Englisch).
6. ↑  Ex-CDU-Fraktionschef gesteht "Kindereien" – STIMME.de. Abgerufen am 10. März 2021.
7. ↑  CDU in schwerer und ernster Krise bei www.woweezowee.de (abgerufen am 24. Februar 2010)
8. ↑  Üble Nachrede – Die Mannheimer CDU steht vor einem Scherbenhaufen. In Landesarchiv Baden-Württemberg, Abt. Hauptstaatsarchiv Stuttgart, R 4/016 R050022/206. (Online)
9. ↑  Sven-Joachim Otto und der einsamste Moment eines Politikers auf jetzt.de / Sueddeutsche Zeitung (abgerufen am 25. Februar 2010)
10. ↑  Dr. Otto Wallenstein – Das Rimini-Protokoll (abgerufen am 25. Februar 2010)

| Personendaten    | Personendaten                              |
| ---------------- | ------------------------------------------ |
| NAME             | Otto, Sven-Joachim                         |
| KURZBESCHREIBUNG | deutscher Rechtsanwalt und Politiker (CDU) |
| GEBURTSDATUM     | 16. Oktober 1969                           |
| GEBURTSORT       | Mannheim                                   |